# Příspěvková organizace
Une příspěvková organizace (littéralement en français organisation caritative) est une entité juridique de République tchèque créée pour accomplir des tâches d'intérêt public. Elles sont des organismes publics à but non lucratif.

## Description
En République tchèque, le statut juridique des organisations contributives est régi par la loi no 218/2000 Coll. relative au règlement budgétaire de l'État et par la loi no 250/2000 Coll. relative au règlement budgétaire des budgets territoriaux. Selon ces lois, les příspěvková organizace sont créées par des unités organisationnelles de l'État et des unités territoriales autonomes pour des activités relevant de leur champ d'application, généralement à but non lucratif, dont la portée, la structure et la complexité requièrent une personnalité juridique indépendante. Le fondateur établit un acte constitutif lors de la création d'une příspěvková organizace, dans lequel il détermine le champ d'activité de l'organisation. Le fondateur nomme et révoque également son directeur, décide de sa rémunération, peut instruire les plaintes dirigées contre lui et, d'une manière générale, exerce un contrôle sur la gestion de l'ensemble de l'organisation. Les příspěvková organizace créées par les unités territoriales autonomes doivent être enregistrées par le fondateur au registre du commerce, section PŘ, tandis que celles créées par l'État ne sont pas enregistrées au registre du commerce ni dans aucun autre registre, conformément à la loi no 218/2000 Coll.
Certaines organisations financées par l'État sont créées par une loi spéciale. Il s'agit notamment des instituts de santé, des instituts de diagnostic pédiatrique, des foyers pour enfants, des écoles spécialisées, des hôpitaux universitaires, des hôpitaux psychiatriques, ainsi que des musées, des galeries, des bibliothèques et des théâtres.
Le nom d'une příspěvková organizace n'est généralement pas accompagné des mots « příspěvková organizace » comme indication de la forme juridique si la relation fondatrice avec la région, la municipalité ou l'État est incluse dans le nom (par exemple, la Galerie de la ville de Prague).
Les organismes publics se distinguent des unités organisationnelles publiques par leur personnalité juridique propre. Avant l'entrée en vigueur de la loi no 219/2000 Coll. relative au patrimoine de la République tchèque et à son exercice juridique, les organismes publics étaient également des organismes budgétaires dotés de leur propre personnalité juridique, gérant les biens de l'État. Un organisme public se distingue d'une entreprise publique par son obligation de ne pas générer de profit.
Une příspěvková organizace gère les fonds provenant de ses propres activités (principales, autres ou secondaires) et ceux d'autres personnes, provenant principalement du budget de son fondateur. Ce dernier verse généralement à l'organisation une contribution de fonctionnement en fonction de ses performances ou d'autres critères de ses besoins. Le montant de la contribution de fonctionnement ou des paiements prévus par d'autres lois par lesquels l'organisation assure la rémunération du travail de ses employés a une incidence sur la rémunération de ses employés par l'organisation.
La forme příspěvková organizace est très courante en République tchèque, étant donné que les organisations contributives mènent fréquemment des activités, en particulier dans les écoles et les établissements d'enseignement, ainsi que dans les musées ou les hôpitaux.
Historiquement, les příspěvková organizace sont une forme socialement adaptée d'institutions publiques de droit public juridiquement traditionnelles. Dans le système juridique tchèque, les příspěvková organizace sont mentionnées, par exemple, dans le décret du ministère des Finances no 84/1958 Coll., sur le règlement budgétaire des comités nationaux, puis dans le décret gouvernemental no 78/1960 Coll., sur le règlement budgétaire des comités nationaux (article 15, paragraphe 2 : « Le Comité national peut, dans les conditions fixées par un règlement spécial, fournir aux organisations qui exécutent des tâches publiques une contribution de son budget (příspěvková organizace) »), puis dans le décret gouvernemental no 90/1965 Coll., sur la gestion planifiée de l'économie nationale, dans le décret gouvernemental no 100/1966 Coll., sur la gestion planifiée de l'économie nationale, dans le décret gouvernemental no 14/1971 Coll., sur la gestion financière des organisations étatiques et autres organisations économiques, le décret du ministère fédéral des Finances no 119/1988 Coll., sur la gestion des biens nationaux, dans la loi no 129/1989 Coll., sur le système budgétaire de la République socialiste tchécoslovaque et sur les règles de gestion des fonds budgétaires (règles budgétaires), dans la loi no 163/1989 Coll., sur les règles de gestion des fonds budgétaires de la République socialiste tchèque (règles budgétaires de la République), dans la loi no 425/1990 Coll., sur les bureaux de district, la réglementation de leur compétence et certaines autres mesures y afférentes, dans la loi no 563/1990 Coll., sur les règles budgétaires de la fédération, et no 576/1990 Coll., sur les règles de gestion des ressources budgétaires de la République tchèque et des municipalités de la République tchèque (règles budgétaires de la République).

## Exemples de příspěvková organizace
- Archives nationales du film (Tchéquie)
- Conservatoire de Brno
- Haras national de Kladruby nad Labem
- Institut hydrométéorologique tchèque
- Nadace Život umělce
- Národní divadlo moravskoslezské